# Glogovce (Kamenica)
Glogovce (en serbocroata: Glogovce /  Глоговце) o Gllogoc (en albanés: Gllogoc) es un pueblo en el municipio de Ranilug del distrito de Gnjilane de Kosovo. Glogovce es uno de los enclaves serbios en Kosovo. 

## Toponimia
Según la leyenda, el nombre proviene del árbol de espino (glog), que abundaba en la época de fundación del pueblo.

## Geografía
Glogovce se encuentra en la margen derecha del río Binačka Morava, en el cruce de la llanura de Moravia y las estribaciones del valle de Preševo.

## Historia
Los antepasados de la población actual emigraron en 1770 y posteriormente.

## Demografía
La evolución demográfica de Glogovce entre 1948 y 2011 fue la siguiente:
| 319                                                 | 357 | 380 | 420 | 406 | 521 | 509 |
| (Fuente: Population of Kosovo since Yugoslav times) |     |     |     |     |     |     |

Según el censo de 2011 (boicoteado parcialmente por los serbios), los serbios representaban el 100% de la población (509 personas).

## Economía
Glogovce es un asentamiento rural agrícola y pastoril, donde el 30,1% de la población es agraria.

## Infraestructura

### Arquitectura, monumentos y lugares de interés
En el pueblo hay una iglesia ortodoxa de San Nikola, reconstruida en 2001 sobre los cimientos antiguos y situado encima del propio pueblo. Al lado de la iglesia hay un campanario que tiene varios siglos de antigüedad y que fue renovado en 2007,